# オクシモハギ
オクシモハギ（置霜萩、学名: Lespedeza davidii）はマメ科ハギ属の落葉低木あるいは多年草。中国原産で中国南東域を中心に、華中・華南に広く分布する。

## 概要
1868年に、フランスのカトリック神父で植物学者のアルマン・ダヴィドが中国滞在中に江西省九江市周辺の丘陵地で採取して、フランス国立自然史博物館へ送った標本を元に、アドリアン・ルネ・フランシェが1883年に新種として発表し、発見者のダヴィド（David）にちなんでDavidii（Davidの）と命名した。
日本への導入は植物学者の前川文夫が戦争従軍中の1942年に、江西省の鄱陽湖の湖口近くの路傍で種子を採取し、東京の父親に郵送して自宅の庭に播種したのが初めてとされる。前川は初め、軍任務中に植物採集を許してくれた奥田曹長にちなんで「奥田萩」と名付けたが、後に、葉や茎に密生した立毛を白霜に見立てて「置霜萩」と改名し、知人・友人に苗や種子を頒布した。
1999年には、帰化植物として日本に定着していることが確認され、各地の林道法面で見つかっているが、緑化工事のために中国から輸入されるヤマハギなどの郷土種（当該地域に自生分布する種）の種子に混じって散布されている可能性が指摘されている。

## 特徴
高さ2mほどの低木まで成長し、根本では親指大の太さになるが、2-3年で枯れて新条を立てる。
ヤマハギやケハギよりも開花が遅く、9月下旬に紅紫色の1cmほどの大きさの花が咲く。花序は短く、いくつかの花が密集して一塊になる。花被（萼歯）は狭三角形で毛が密生し、先端が尖った形をしている。
葉は三小葉で、小葉は卵形または広倒卵形で先端は丸みを帯び、最大のもので長さ8-10cmと大型で、両面に伏せた短毛が密生し帯白色に見える。
茎・枝は角ばった形で、ビロード状に長軟毛が密生し、広く両側に張り出して成長する。
果実は楕円形で、長さ8mmほど、伏せた組毛が密生する。結実が遅いため、成熟前に霜にやられてしまうことが多い。